# Référendum liechtensteinois de 1932
 (août 2025).
Un référendum a lieu au Liechtenstein le 14 février 1932. 

## Contenu
Le référendum porte sur une réforme du système électoral.
D'après la réforme, toutes les municipalités du Liechtenstein de plus de 300 habitants (soit dix sur onze, Planken étant en deçà) éliraient chacune un député.
Un second vote national servirait d'une part à répartir cinq sièges supplémentaires de manière à atteindre le nombre actuel de quinze au Landtag, d'autre part à respecter le ratio 60/40 entre le Haut pays (9 sièges) et le Bas Pays (6 sièges) en répartissant ces cinq sièges supplémentaires ainsi : 4 pour le Haut pays et 1 pour le Bas Pays.

## Contexte
Il s'agit d'un référendum facultatif d'origine populaire : dans le cadre de l'article 66 de la constitution, le projet de loi voté par le Landtag le 20 janvier 1932 fait l'objet d'une demande de mise à la votation par plus de 400 inscrits.
Le Parti progressiste des citoyens, au gouvernement, est l'auteur du projet de loi. L'Union patriotique s'y oppose et appelle à signer la pétition pour un référendum.

## Résultat
| Choix                           | Votes | %     |
| ------------------------------- | ----- | ----- |
| Pour                            | 1 202 | 54,94 |
| Contre                          | 986   | 45,06 |
| Votes blancs et invalides       | 49    | –     |
| Total                           | 2 237 | 100   |
| Inscrits/Participation          | 2 338 | 95,68 |
| Source: Démocratie Directe (de) |       |       |